# Rudolf Fueter
Rudolf Fueter   (Basilea, 30 de juny de 1880 - Brunnen, 9 d'agost de 1950) va ser un matemàtic suís.

## Vida i Obra
Fill d'un arquitecte de Berna, Fueter va estudiar a la universitat de Göttingen. Hi va doctorar el 1903 sota la direcció de Hilbert. Després d'ampliar estudis a Viena, París i Anglaterra, va obtenir l'habilitació docent a la universitat de Marburg el 1905 i el 1907 era professor de la Bergakademie (escola de mines) de Clausthal. El 1908 va ser nomenat professor de la universitat de Basilea i el 1913 de la Universitat de Ciències Aplicades de Karlsruhe. Finalment el 1916 va ser nomenat professor de la universitat de Zúric, on va romandre fins l'esclat de la Segona Guerra Mundial. Entre els anys 1920 i 1922 va ser rector de la universitat.
Fueter era coronel de l'exèrcit suís i, durant la guerra, va ocupar el càrrec de cap de premsa i radio del departament polític del govern suís. Des d'aquest càrrec es va mostrar un ferm opositor al nazisme, defensant la llibertat de premsa.
Fueter va iniciar les seves recerques matemàtiques en el camp dels cossos algebraics; el 1921 va publicar el llibre Synthetische Zahlentheorie («Teoria sintètica de nombres») que era el resultat de les seves classes sobre el tema. Això el va conduir a l'estudi de les funcions hipercomplexes en els anys següents i a la formulació del conegut teorema de Fueter-Pólya (1923). A partir de 1930 es va començar a interessar en la construcció de funcions regulars de quaternions i en les àlgebres de Clifford.